# Thermen am Viehmarkt

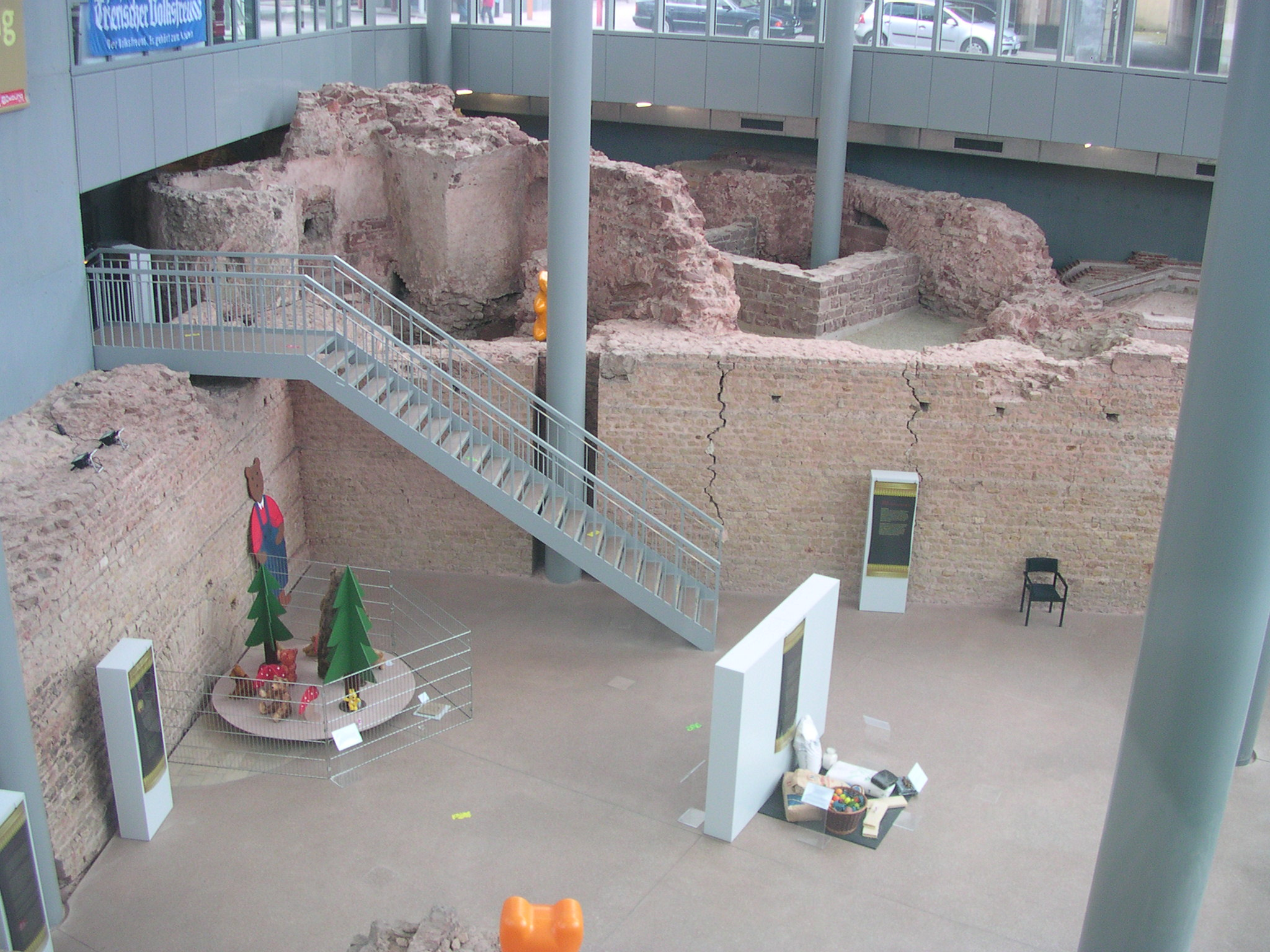
Ruïne van de Viehmarktthermen

De Thermen am Viehmarkt, ook Viehmarktthermen of Forumthermen, zijn een complex van Romeinse thermen in het centrum van de Duitse stad Trier. Het complex werd gebouwd tussen 80 en 100 na Chr. De ruïnes bevinden zich binnen een modern gebouw en zijn te bezichtigen.

## Geschiedenis

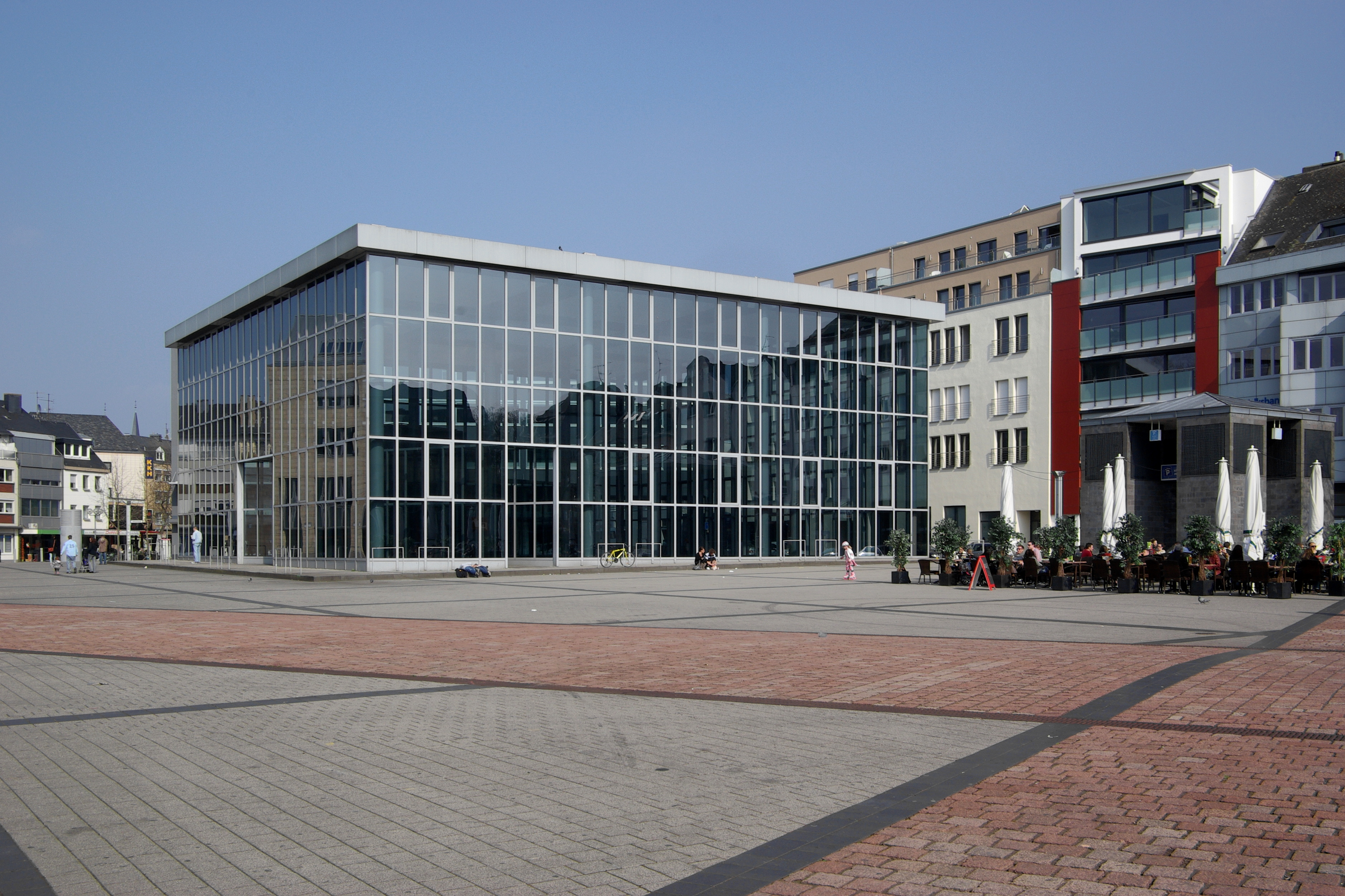
De Viehmarkt met de "Ungers-vitrine"

De Thermen am Viehmarkt zijn de oudste thermen van Trier, ouder dan de Barbarathermen en de Kaiserthermen. Ze lagen aan het forum, het belangrijkste plein van Romeins Trier (Augusta Treverorum), en waren voornamelijk in gebruik in de 3e en 4e eeuw. Na de val van het Romeinse Rijk raakten de thermen in verval en werd de site gebruikt  als steengroeve. Ook werden er in de middeleeuwen huizen gebouwd. In de 17e en 18e eeuw werd op het oostelijke deel een klooster van kapucijnen gebouwd. In 1802 werd op deze locatie een veemarkt ingericht, vandaar de naam Viehmarkt. De ruïnes waren nog niet ontdekt en men nam aan dat er slechts twee thermencomplexen in Trier waren geweest.
In 1987 stuitte men op de resten van de thermen bij graafwerkzaamheden voor een ondergrondse parkeergarage op de Viehmarkt. De ondergrondse parkeergarage werd daarna elders aangelegd. Desalniettemin waren enkele archeologisch interessante lagen al vernietigd bij de voorbereidende graafwerkzaamheden. De ruïnes van de thermen werden gerestaureerd en toegankelijk gemaakt voor publiek. Ter bescherming tegen uitlaatgassen werd er een glazen gebouw boven geplaatst, door de inwoners van Trier "Ungers-vitrine" genoemd, naar de architect Oswald Mathias Ungers. Sinds 1998 zijn de Thermen am Viehmarkt open voor publiek. In de avond worden de ruimten ook voor andere openbare en particuliere evenementen gebruikt, zoals concerten en het jaarlijkse forum van de wijn.

## Beschrijving
Bij het binnenkomen via de zuilengang arriveerde men in het apodyterium, waar men zich kon uitkleden. Hoewel men naakt baadde, droeg men meestal een soort slippers om niet uit de glijden over de olie op de vloer, maar vooral omdat de vloer erg heet kon zijn vanwege de vloerverwarming (hypocaustum). Vanuit de kleedruimte ging men naar de palaestra, waar men zich opwarmde door te sporten. Er was een lauwe bad (tepidarium), een zweetruimte (sudatorium; vergelijkbaar met een sauna) en een heet bad (caldarium). Daarna kon men afkoelen in het koude bad (frigidarium).